# 馮淑安
冯淑安，字静君，元朝女性人物，大名路（今河北省大名县北）官家之女，山阴县尹山东人李如忠的继室。
李如忠开始娶了蒙古女子，生子李任，数年而亡。大德五年，李如忠病重，问冯淑安：“我不行了，你怎么办？”冯淑安用刀断发，自誓不再嫁。李如忠死后两月，冯淑安遗腹生一子，名李伏。李氏和蒙古氏之族在北方，听说李如忠在任上去世，家多遗产，于是他们都到山阴县（今浙江省绍兴市）。冯淑安得病，家族乘机尽取其财及其子李任而离去。冯淑安不与计较，一室萧然，只剩下李如忠及蒙古妻的棺柩。早晚哭泣，邻里不忍听到。很久后，卖衣服将二棺柩暂厝在蕺山下，带着儿子结庐墓侧。当时她才二十二岁，以教其他女子来糊口。父母来探望，怜其孤苦，想要她再嫁人，冯淑安抓脸流血，不肯听从。过了二十年，才护丧归葬汶上。齐鲁之人听说了，莫不叹息。